# Mike Arnaoutis
Michalis John Arnaoutis (* 6. September 1979 in Athen, Griechenland), besser bekannt als Mike Arnaoutis, ist ein ehemaliger US-amerikanischer Profiboxer griechischer Herkunft.

## Karriere
Er bestritt 110 Amateurkämpfe, ehe er 2001 ins Profilager wechselte. Im April 2004 schlug er Juan Polo Pérez, während er gegen Juan Urango im August 2004 ein Unentschieden erreichte. Durch einen K.-o.-Sieg in der ersten Runde gegen Jesse Feliciano wurde er im Oktober 2004 NABO-Titelträger im Halbweltergewicht. Anschließend glückten ihm drei Titelverteidigungen.
Am 18. November 2006 boxte er gegen Ricardo Torres um die WBO-Weltmeisterschaft im Halbweltergewicht, verlor jedoch nicht unumstritten nach Punkten (2:1). Zudem hatte er den Titelverteidiger in der siebenten Runde am Boden. Eine erneute Titelchance verpasste er durch eine folgende Punktniederlage gegen Kendall Holt. Sein letzter bedeutender Erfolg war ein einstimmiger Punktesieg im Mai 2008 gegen den unbesiegten Lanardo Tyner (19-0), wobei er den USBA-Titel erlangte.
Bis zu seinem Karriereende im Mai 2014 trat er noch als Aufbaugegner in Erscheinung und verlor unter anderem gegen Victor Ortiz, Danny García, Chris Algieri und Josesito López.